# (3323) Тургенев
(3323) Тургенев (лат. Turgenev) — типичный астероид главного пояса, открыт 22 сентября 1979 года советским астрономом Николаем Черных в Крымской астрофизической обсерватории и 28 апреля 1991 года назван в честь русского писателя Ивана Тургенева.

## Обнаружение и именование
(3323) Тургенев
Открыт 22 сентября 1979 года в Научном Н. С. Черных.
Назван в память о знаменитом русском писателе Иване Сергеевиче Тургеневе (1818—1883).
Оригинальный текст (англ.)3323 Turgenev
Discovered 1979-09-22 by Chernykh, N. at Nauchnyj.
Named in memory of the famous Russian writer Ivan Sergeevich Turgenev (1818—1883).
Источники: DISCOVERY.DB; M.P.C. 18136.

## Орбита

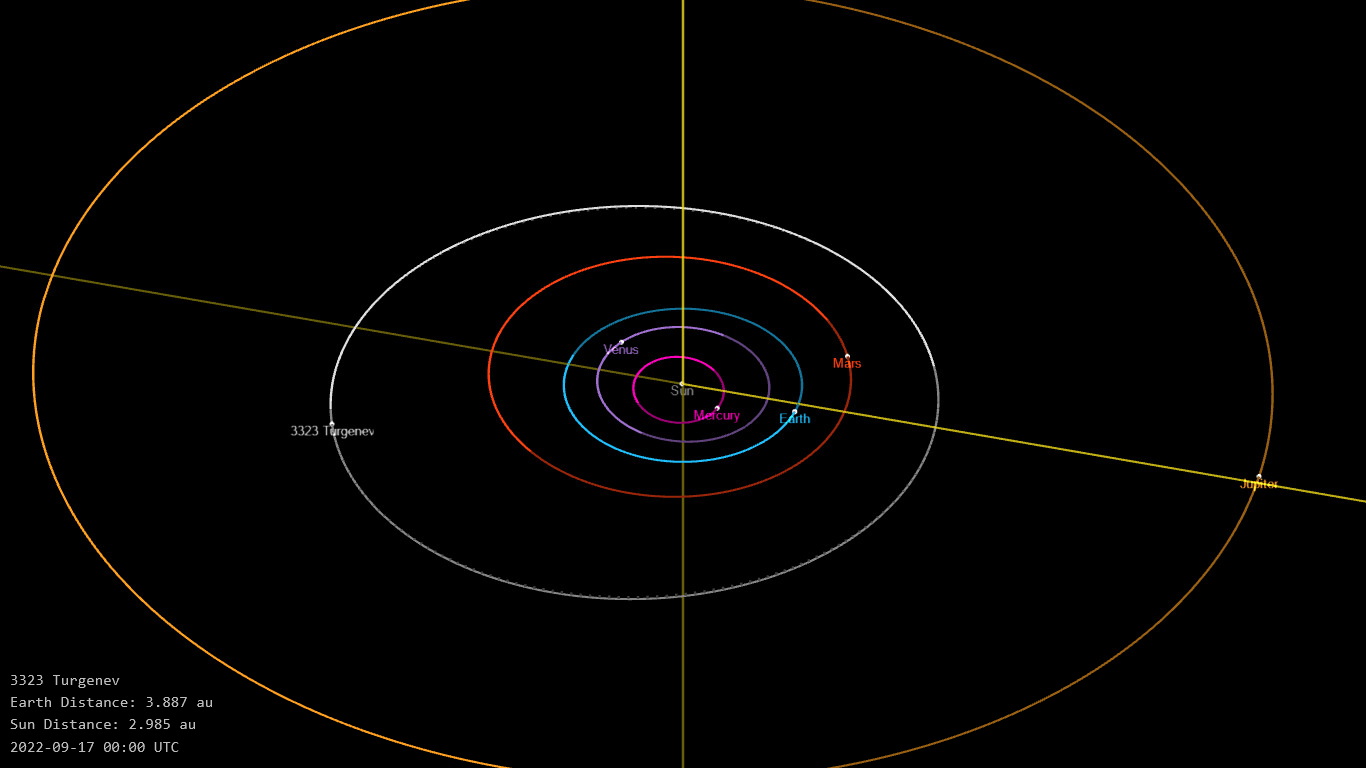
Орбита астероида Тургенев и его положение в Солнечной системе

## Физические характеристики
Из наблюдений телескопа VISTA следует, что астероид относится к таксономическому классу Ad.
По результатам наблюдений в видимом и ближнем инфракрасном диапазоне космического телескопа NEOWISE диаметр астероида оценивался равным 4,811±0,176 км. Согласно тем же источникам альбедо оценивается как 0,3038±0,0476 и 0,304±0,048.